# Coénos (roi de Macédoine)
Pour les articles homonymes, voir Coénos.
Coénos (en grec ancien Κοῖνος / Koinos) est un roi légendaire de Macédoine de la dynastie des Argéades qui règne aux alentours de 778 à 750 av. J.-C.

## Biographie
Coénos est le successeur de Caranos et le deuxième roi légendaire de Macédoine de la dynastie des Argéades. L'historien Marsyas de Pella, contemporain d'Alexandre le Grand, rapporte une légende relatant la façon dont il a été choisi. Un certain Knopis originaire de Colchide vient vivre à la cour de Caranos. Quand l'héritier royal naît, Caranos veut lui imposer le nom de son père, Ciraron ou Cararon, mais la mère s'y oppose et veut qu'il porte le nom de son propre père. Knopis interrogé sur la question répond qu'il ne doit porter aucun de ses noms. C'est pour cette raison qu'il est nommé Koinos, c'est-à-dire « commun ».

## Sources antiques
- Eusèbe de Césarée, Chronique.